# Tylecodon decipiens
Tylecodon decipiens är en fetbladsväxtart som beskrevs av H. Tölken. Tylecodon decipiens ingår i släktet Tylecodon och familjen fetbladsväxter. Inga underarter finns listade i Catalogue of Life.